# Helio Courier
Lo Helio Courier è un aereo da trasporto leggero con ala alta a sbalzo e capacità C/STOL progettato nel 1949.
Furono costruiti circa 500 esemplari di questo aereo a Pittsburgh, Kansas tra il 1954 e il 1974 dalla Helio Aircraft Company.
Durante i primi anni ottanta, i nuovi proprietari (Helio Aircraft Ltd.) hanno fatto un tentativo di costruzione di nuovi aeromobili con motori Lycoming con elica ad azionamento diretto, per sostituire i motori con riduttore di giri meccanico, problematici e costosi. In un ulteriore sforzo, per ridurre il peso, venne aggiunto un nuovo carrello di atterraggio. Nei nuovi modelli erano presenti anche delle piccole winglets. Furono prodotti due modelli H-800 e H-700 e furono costruiti in totale di 18 velivoli. I diritti di Helio Stallion e Helio Courier furono poi acquisiti da Helio Aircraft di Prescott, in Arizona.
L'Helio Courier offre capacità operative simili all'Helio Stallion, ma in una configurazione più economica. Si tratta di un aereo da trasporto leggero con 6 posti che dispone di un motore a pistoni con potenze che variano da 300 hp a 400 hp. Esso è progettato per avere una velocità minima di 26 nodi (48 km/h) e una velocità di crociera stimata di 147 nodi (272 km/h). L’Helio Courier è in grado di decollare e atterrare in sicurezza in meno di 250 piedi (76 m).
L'intera area della cabina dell'Helio Courier è una struttura tubolare in acciaio saldato ricoperto da rivestimento in alluminio. L'integrità strutturale e la resistenza agli urti raggiunta hanno contribuito a un tasso di mortalità straordinariamente basso per questa classe di velivolo in caso di impatto.
L’Helio Courier ha una porta di carico che, in congiunzione con la porta pilota, praticamente apre l'intero lato della cabina principale rendendo facile il carico e lo scarico di attrezzature e/o persone. C'è anche un'altra porta sul lato destro della cabina. Le ali dell'Helio Courier sono costruite con hard point che sostengono 300 libbre (140 kg) ognuno. Gli hardpoint possono essere utilizzati per usi militari, per serbatoi ausiliari o per usi civili.

## Storia del progetto
Il professor Otto C. Koppen aveva già progettato aeroplani per la Stout Metal Airplane Division della Ford Motor Company, incluso anche il Ford Flivver, un aereo che si pensava sarebbe stato prodotto in serie dalla Ford. Koppen proseguì i suoi progetti sull'Helio Courier.

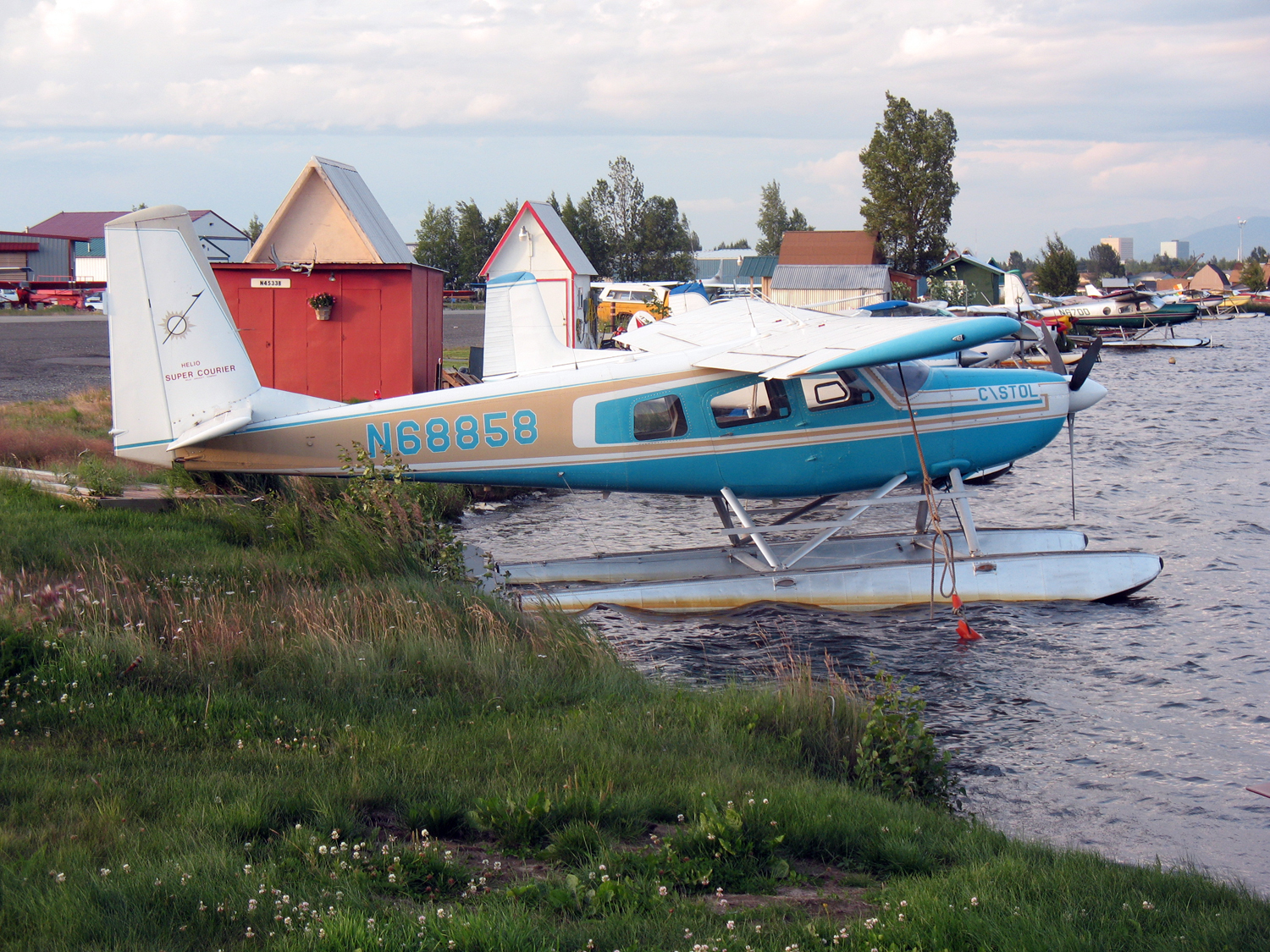
Helio H-295 N68858 Lake Hood AK

Il dimostratore per il progetto del Courier, "Helioplane # 1", fu convertito dall'azienda Wiggins Airways a partire da un Piper PA-17 Vagabond Trainer, un aereo della serie chiamata Short Wing Pipers prodotto dopo la seconda guerra mondiale. Solo la porzione della cabina dell'originale PA-17 è rimasta invariata, con la fusoliera allungata di 4 piedi (1,2 m) e un impennaggio di coda più alto. L'apertura alare fu ridotta a 8,7 metri (28,5 ft) e le ali furono equipaggiate con ipersostentatori maggiorati e alettoni di dimensioni ridotte. Fu modificato anche il carrello, simile a quello del Fieseler Fi 156 Storch.
Il propulsore del prototipo fu sostituito con il Continental C85 quattro cilindri boxer raffreddato ad aria, potenziato con un impianto di iniezione ed equipaggiato con un'elica bipala Aeroproducts da 2,75 metri a passo variabile, che ha contribuito ad incrementare le capacità STOL del velivolo.
Il primo volo del prototipo ebbe luogo l'8 aprile del 1949 partendo dal Boston Metropolitan Airport (chiuso alla fine degli anni sessanta).
Il Courier di serie offriva una cellula completamente rivestita in alluminio con una fusoliera in tubi a traliccio saldato in acciaio 15G con spalle rinforzate per offrire maggiore sicurezza agli occupanti in caso di incidente.

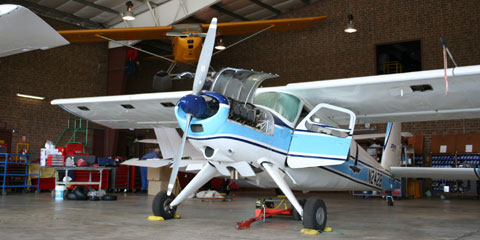
JAARS Helio Courier in Hangar

Le ali erano in alluminio di struttura tradizionale ma con slat Handley Page che si estendevano automaticamente quando l'aereo raggiungeva velocità tra le 55 mph e 60 mph (89 km/h e 97 km/h). Gli slat contribuivano alle considerevoli capacità STOL dell'aereo.
In concomitanza con gli ipersostentatori, sul bordo di uscita dell'ala c'erano flap a fessura ad alta portanza che consentivano un perfetto controllo alle basse velocità e un raggio di virata molto stretto. L'aereo poteva essere controllato fino a velocità molto basse, fino a 27 miglia all'ora (43 km/h).
Il carrello d'atterraggio del Courier è un tipico biciclo con ruotino posteriore, con un timone di coda caratterizzato da un'ampia superficie per le manovre a bassa velocità che però lo rende sensibile al vento laterale. Il carrello principale spostato in avanti rispetto alla cabina di pilotaggio permette di frenare in modo efficace su piste semipreparate.
Il Courier può essere equipaggiato anche con galleggianti e trasformarsi in versione idrovolante o anfibia.

## Impiego operativo

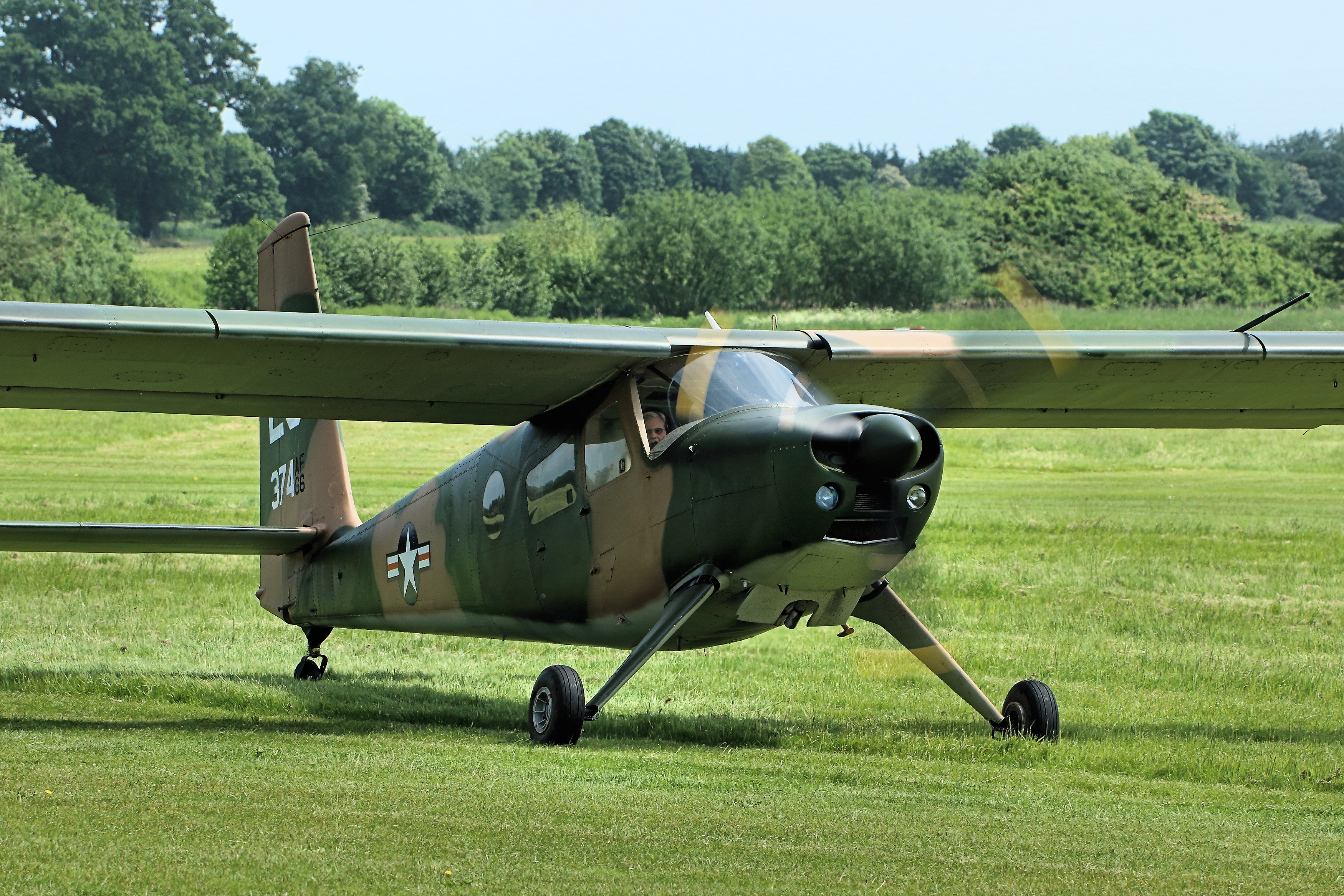
Helio H-295-1200 Super Courier

Con una velocità minima operativa di circa 28 miglia all'ora (45 km/h), il Courier si adatta perfettamente alle operazioni fuori campo in spazi molto limitati. Il primo Courier certificato (Numero di Serie 001, soprannominato "Ol' Number 1") C-G001 era inizialmente operato dalla JAARS come N242B fino al 2010. Il Courier della JAARS è stato un ospite frequente all'EAA Air Venture Oshkosh per molti anni durante i quali dimostrava le proprie capacità di volo a bassa velocità.
Nel 1957 uno "Strato Courier", un derivato più potente, stabilì un record di altitudine sorvolando Città del Messico a 31 200 piedi (9 500 m). Potenziato da un motore Lycoming GSO-480-A1A5, fu l'unico realizzato di quella serie.
Il Super Courier, un modello ancora più potente fu utilizzato dalla United States Air Force a partire dal 1958. Durante gli anni sessanta e settanta i Courier furono utilizzati dalle United States Army Special Forces.
Durante la Guerra del Vietnam alcuni Courier, denominati U-10 furono utilizzati dalla Air America.
Durante l'impiego con l'USAF e l'United States Army furono utilizzati come aerei da collegamento, trasporti leggeri, aviolancio di rifornimenti, guerra psicologica, controllo avanzato delle linee di combattimento (Forward Air Control - FAC) e ricognizione.
I Courier rimangono molto popolari tra i bush pilot in Canada e Alaska e anche tra i missionari che lo utilizzano per volare su piste di fortuna semipreparate nella giungla grazie alle sue prestazioni in spazi limitati.
L'Aeronautica Militare Italiana ha impiegato un Helio Courier dal 1961 al 1982.

## Versioni

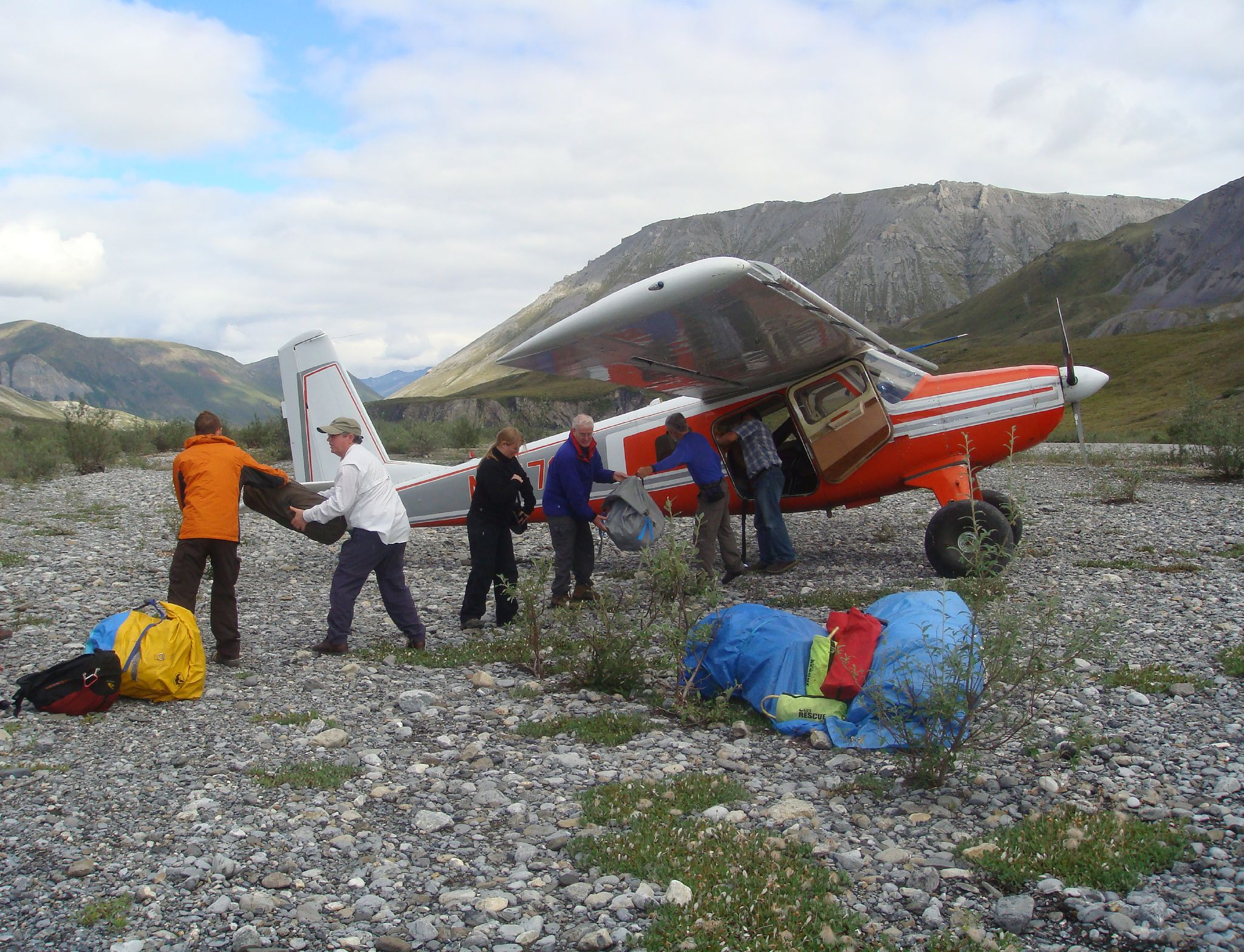
Helio Courier equipaggiato con pneumatici maggiorati (tundra tires)

- Helio Courier equipaggiato con pneumatici maggiorati (tundra tires)Koppen-Bollinger Helioplane - Prototipo iniziale Helio Courier, poi rinominato con il nome attuale;
- Hi-Vision Courier - La versione trasporto del velivolo;
- Helio Courier H-291 - Un prototipo della versione di produzione principale del velivolo;
- Helio H-295 Super Courier - Modifica dei modelli - dotato di propulsore a pistoni Lycoming GO-480-G1D6;
- Helio HT-295 Super Courier (Trigear Courier) - Una versione modificata del sistema con un telaio modificato;
- Helio H-250 Courier - Versione con una fusoliera leggera e con il più potente propulsore Lycoming O-540-A1A5;
- Helio H-391 Courier - Un prototipo equipaggiato con un motore Lycoming GO-435-C2;
- Helio H-391B Courier - Versione di produzione con un motore a pistoni Lycoming aereo GO-435-C2;
- Helio H-392 Strato Courier - Versione modificata con una maggiore altezza massima di volo. Ha funzionato per lo più come forza aerea
- Helio H-395 Super Courier - Una versione migliorata di Helio H-391B, attrezzata con Lycoming GO-480-G1D6;
- Helio H-395ª Courier - Versione Modificata dell'Helio H-395 Super Courier;
- Helio H-500 Twin Courier - Versione Twin-motore è stato sviluppato sulla base della modifica di Helio H-395 Super Courier, in particolare per la CIA;
- Helio H-550 Stallion - Variante turboelica;
- Helio H-580 Doppia Courier - Versione a due motori del velivolo, con un peso massimo al decollo aumentato;
- Helio H-634 Twin Stallion  - Costruito sulla base di una versione modificata di Helio H-550 Stallion, dotato di due motori turboelica Allison C250;
- Helio H-700 Courier - Una versione riveduta di Helio H-295 Super Courier / apportati miglioramenti tecnici minori;
- Helio H-800 Courier - Una versione modificata di Helio H-700 Courier, con un motore a pistoni Lycoming IO-720-A1B.

Le varianti militari invece sono:
- Helio L-24 Courier;
- Helio L-28 Courier;
- U-5 Twin Courier;
- U-10 Courier;
- U-24 Stallion.

### Annotazioni
1. ↑  Aereo STOL tedesco da ricognizione
2. ↑  Indicati in lingua italiana con il termine di "ipersostentatori del bordo d'entrata" oppure "alule"
3. ↑  in lingua inglese "slotted flaps"
4. ↑  Il termine "Bush", cespuglio in lingua inglese, è stato utilizzato dal XIX secolo per descrivere le zone remote e selvagge, lontane dagli insediamenti

### Fonti
1. ↑  Helio Aircraft Company Courier / Super Courier, in "www.flugzeuginfo.net".

references/